# Elias Al-Debei
Elias Al-Debei (ur. 27 września 1970 w Damaszku) – syryjski duchowny melchicki, arcybiskup Bosry i Hauranu od 2018.

## Życiorys
Święcenia kapłańskie przyjął 8 września 1998 i został inkardynowany do archidiecezji damasceńskiej. Pracował głównie jako duszpasterz parafialny, był także m.in. sędzią patriarchalnego trybunału oraz protosyncelem archieparchii. W marcu 2018 został patriarchalnym administratorem archidiecezji Bosry i Hauranu.
22 grudnia 2018 papież Franciszek zatwierdził jego wybór na arcybiskupa Bosry i Hauranu. Sakry udzielił mu 1 lutego 2019 melchicki patriarcha Antiochii – arcybiskup Youssef Absi.